# Tomanowa Kopa
Tomanowa Kopa – słabo wyróżniony, mało wybitny szczyt leżący w grani głównej Tatr Zachodnich, pomiędzy Tomanowym Wierchem Polskim (1977 m) a Smreczyńską Przełęczą (1799 m). Przez szczyty te i przełęcz biegnie granica polsko-słowacka. Wznosi się on nad Doliną Tomanową (górne odgałęzienie Doliny Kościeliskiej) i słowacką doliną Hliną.
W północno-zachodnim kierunku do Doliny Tomanowej odchodzi od Tomanowej Kopy długi grzbiet – Zadni Smreczyński Grzbiet. Pomiędzy grzbietem tym oraz zboczami Tomanowego Wierchu Polskiego znajduje się polodowcowy kocioł – Dolina Sucha Tomanowa. Północne, opadające do Doliny Suchej Tomanowej zbocza Tomanowej Kopy to strome skalne urwiska, w niższych partiach podsypane piargami, łagodniejsze i trawiaste. Na wielu mapach, zwłaszcza o większej skali, Tomanowa Kopa nie jest wyodrębniana jako oddzielny wierzchołek, lecz uważana za grań Tomanowego Wierchu. Faktycznie jest to jednak oddzielny wierzchołek, mało wybitny, ale mający znaczenie topograficzne, gdyż jest zwornikiem. Od słowackiej strony stoki Tomanowej Kopy opadają niewielką grzędą do Szerokiego Żlebu (górna odnoga doliny Hliny). Są od tej strony trawiasto-piarżyste z drobnymi kępami kosodrzewiny.

## Przypisy

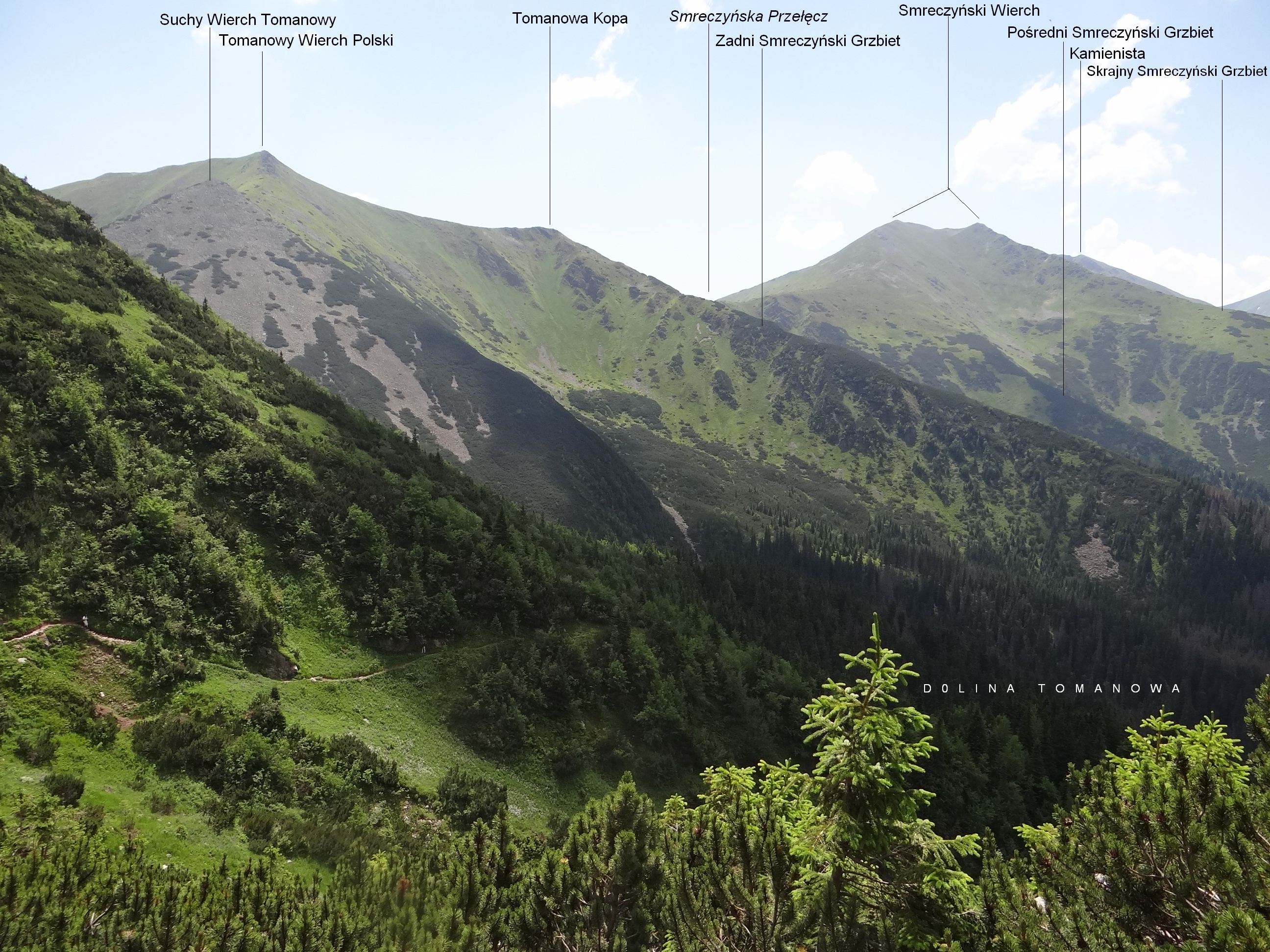
Tomanowa Kopa, widok z Tomanowego Grzbietu